# Goldkronenotter
Die Goldkronenotter (Cacophis squamulosus) ist eine Schlangenart aus der Familie der Giftnattern (Elapidae) und zählt zur Gattung der Kronenschlangen (Cacophis).

## Merkmale
Mit durchschnittlich 40 bis 70 cm und maximal bis zu 90 cm Gesamtlänge zählt die Goldkronenotter zu den größeren Arten ihrer Gattung. Der Kopf ist rundlich, relativ groß, vom Hals abgesetzt und weist eine helle Kronenzeichnung auf. Bei dieser Art erstreckt sich die Krone beiderseits um den Kopf bis weit nach hinten über den Nacken, trifft aber nicht in der Mittellinie zusammen.  Das Scutum parietale berührt bei den meisten Exemplaren die unteren Postokularschilde. Die Augen sind mittelgroß und besitzen eine bei Lichteinfall vertikal elliptisch verengte Pupille. Die Iris ist rötlich-orange und schwarz gesprenkelt. Der Körper ist zylindrisch gebaut, mit kurzem Schwanz. Er ist oberseits dunkelbraun bis schwärzlich gefärbt, unterseits rosa, orange oder tiefrot mit schwarzen Flecken oder Balken an der Basis der Bauchschilde. Auf der Unterseite des Schwanzes geht die schwarze Zeichnung in eine Zickzacklinie über. Die Dorsalschuppen sind glatt und glänzend. Der Giftapparat besteht, wie für Giftnattern typisch, aus seitlich des Schädels befindlichen Giftdrüsen (spezialisierte Speicheldrüsen) und im vorderen Oberkiefer befindlichen, unbeweglichen Fangzähnen (proteroglyphe Zahnstellung).

## Verbreitung
Die Goldkronenotter ist eine in Australien endemische Art und kommt an der Küste und in den angrenzenden Gebieten vom Morton-Nationalpark in New South Wales nordwärts bis in den mittleren Osten von Queensland vor. Ein isoliertes Vorkommen ist aus der Region des Carnarvon-Nationalparks sowie östlich davon bekannt.
Vorkommen der Art sind in einer Vielzahl an Biotopen dokumentiert. Im südlichen Teil ihres Verbreitungsgebiets ist diese Art in Sandsteingebieten verbreitet. Feuchte Felsen und naheliegende Gewässer sind Strukturelemente der Lebensräume der Goldkronenotter. Andernorts besiedelt sie eher tiefe Regenwälder oder feuchte Hartlaubwälder. Auch Parks und Grünanlagen in Vorstädten können als Lebensraum dienen.

### Gefährdung und Schutz
Eine Gefährdung kann lokal durch Lebensraumverlust entstehen. In New South Wales wurde die Beseitigung von Felslebensräumen als Hauptbedrohung festgestellt. Die Auswirkungen auf die Bedrohung der Art insgesamt ist unklar, in nördlichen Teilen des Verbreitungsgebietes scheint die Goldkronenotter jedoch nicht auf Felslebensräume angewiesen zu sein. Die Art wird häufig angetroffen und die Gesamtpopulation gilt als stabil. Die Goldkronenotter gilt in Queensland als wenig gefährdet und in New South Wales als bedroht. Sie ist in zahlreichen geschützten Arealen zu finden.

## Lebensweise
Die Goldkronenotter führt eine bodenbewohnende und recht scheue und versteckte Lebensweise. Es handelt sich um eine nachtaktive Art. Sie versteckt sich tagsüber unter Steinen, Stämmen, Laubstreu und ähnlichen Strukturen. Zu ihrem Beutespektrum zählen kleine Eidechsen und Schlangen, Reptilieneier und Froschlurche. Die Fortpflanzung erfolgt durch Oviparie, also eierlegend. Ein Gelege umfasst dabei je nach Quelle zwischen 2 und 15, gegebenenfalls bis zu 25 Eier. Die Goldkronenotter zeigt ein auffälliges Abwehrverhalten. Bei Bedrohung wird der Hals in S-förmigen Windungen gehalten und das hintere Ende der Kiefer seitlich gespreizt, um den Kopf zu verbreitern und abzuflachen. Die Drohgebärden gehen nur selten in echte Angriffe mit Giftbissen über.

## Taxonomie
Die wissenschaftliche Erstbeschreibung erfolgte durch Duméril, Bibron & Duméril im Jahr 1854 unter der Bezeichnung Pseudelaps squamulosus. Unterarten werden nicht aufgeführt. Folgende Synonyme sind bekannt:
- Pseudelaps squamulosus Duméril &Bibron 1853 (nomen nudum)
- Pseudelaps squamulosus Duméril, Bibron & Duméril 1854
- Pseudelaps fordii Boulenger 1896
- Diemansia cucullata Günther 1862
- Pseudoelaps atropolios Jan & Sordelli 1873
- Aspidomorphus squamulosus
- Cacophis squamulosus — Cogger 1983; Welch 1994; Wilson & Swan 2010; Wallach et al. 2014

Der Holotypus der Erstbeschreibung, MNHN-RA 7667, stammt von einem unbekannten Fundort. Tasmanien wird fälschlicherweise genannt, der MNHN-Katalog gibt Australien als Fundort an. Als Typlokalität für den Holotypus des unter dem Synonym Diemansia cucullata Günther 1862 beschriebenen Exemplars (BMNH 1946.1.17.58) wird die Umgebung von Sydney, New South Wales, angegeben. Der Holotypus von Pseudoelaps atropolios Jan & Sordelli 1873 (ZMH 531) stammt von Gerard Krefft (Sydney).

## Schlangengift
Die Art besitzt einen Giftapparat und setzt ihr Gift zum Beuteerwerb ein. Zusammensetzung und Pharmakologie des Giftsekrets der Goldkronenotter sind weitgehend unbekannt. Vermutlich sind Giftbisse der Art nicht lebensbedrohlich und erfordern keine Behandlung, die über die übliche Versorgung bei Tierbissen (z. B. Tetanusprophylaxe) hinausgeht.